# مورتلوکس
مُرتلُکس یکی از پنج بخش ایالت چوک در جزایر کارولین در کشور ایالات فدرال میکرونزی است. جمعیت آن در سال ۲۰۰۸، ۶,۸۷۹ نفر بود. این بخش، از تالاب چوک آغاز شده و تا جنوب خاور، ادامه می‌یابد.

## منطقه‌های شهرداری
از بر پایه قوانین ایالت چوک، مُرتلُکس منطقه‌های شهرداری زیر را در بر می‌گیرد: (جمعیت‌ها در سال ۲۰۰۸ هستند.)
- اتال (۲۰۸ نفر)
- کوتو (۱,۲۳۵ نفر)
- لوکونور (۱,۱۰۴ نفر)
- لوساپ (۴۳۵ نفر)
- موچ (۸۶۹ نفر)
- ناما (۱,۱۵۱ نفر)
- نامولوک (۴۱۰ نفر)
- اونیوپ (۴۴۷ نفر)
- پیس-اموار (۳۹۷ نفر)
- ساتووان (۱,۱۴۲ نفر)
- تا (۲۱۵ نفر)

## تاریخچه
نخستین اروپایی وارد شده به این بخش، کاپیتان بریتانیایی «جیمز مُرتلُک» بود. او سوار بر کشتی بازرگانی "یانگ ویلیام" در سفر از بریتانیا به استرالیا بود.

## جمعیت‌شناسی
گروه‌های مردمی آن به سه دسته جزایر مورتلوک علیا، جزایر مورتلوک میانه و جزایر مورتلوک سفلی تقسیم می‌شوند.